# كارول بولت
كارول بولت (بالإنجليزية: Carol Bolt)‏‏ (25 أغسطس 1941 في وينيبيغ - 28 نوفمبر 2000 في تورونتو) كاتبة سيناريو، ومؤلفة، وكاتبة مسرحية، ومخرجة، ومديرة مسرح، وكاتِبة من كندا.

## روابط خارجية
- كارول بولت على موقع IMDb (الإنجليزية)
- كارول بولت على موقع قاعدة بيانات الفيلم (الإنجليزية)